# Stazione di Pioltello-Limito
Stazione di Pioltello-Limito vasútállomás Olaszországban, Lombardia régióban, Pioltello településen.

## Vasútvonalak
Az állomást az alábbi vasútvonalak érintik:
- Milánó–Velence-vasútvonal
- Milánó–Bergamo-vasútvonal
- Milánó–Verona nagysebességű vasútvonal

## Kapcsolódó állomások
A vasútállomáshoz az alábbi állomások vannak a legközelebb:
- Stazione di Segrate (Milánó–Velence-vasútvonal, Milánó–Bergamo-vasútvonal, nyugat)
- Stazione di Treviglio (Milánó–Verona nagysebességű vasútvonal, kelet)
- Stazione di Milano Lambrate (Milánó–Verona nagysebességű vasútvonal, nyugat)
- Stazione di Vignate (Milánó–Velence-vasútvonal, Milánó–Bergamo-vasútvonal, kelet)
- Stazione di Segrate (Stazione di Varese, Line S5)
- Stazione di Segrate (Stazione di Novara, S6)
- Stazione di Vignate (Stazione di Treviglio, S6)
- Stazione di Vignate (Stazione di Treviglio, Line S5)
- Stazione di Treviglio (Stazione di Treviglio, Milánó–Verona nagysebességű vasútvonal, kelet)
- Stazione di Brescia (Stazione di Verona Porta Nuova, Milánó–Verona nagysebességű vasútvonal, kelet)